# Montreuil-la-Cambe
Montreuil-la-Cambe là một xã thuộc tỉnh Orne trong vùng Normandie tây bắc nước Pháp. Xã này nằm ở khu vực có độ cao trung bình 260 mét trên mực nước biển.